# Xàkhtinski
Xàkhtinski (en rus: Шахтинский) és un poble (un possiólok) del krai de Khabàrovsk, a Rússia, que el 2019 tenia 56 habitants. Pertany al districte rural de Verkhnebureïnski.